# Tomotaka Fukagawa
Tomotaka Fukagawa (深川 友貴 Fukagawa Tomotaka?, nacido el 24 de julio de 1972 en Hokkaido) es un exfutbolista japonés. Jugaba de delantero y su último club fue el Mito HollyHock de Japón.

## Trayectoria

### Clubes
| Club              | País  | Año         |
| ----------------- | ----- | ----------- |
| Cerezo Osaka      | Japón | 1995 - 1997 |
| Consadole Sapporo | Japón | 1998 - 2001 |
| Mito HollyHock    | Japón | 2002        |

## Palmarés

### Títulos nacionales
| Título    | Club              | País  | Año  |
| --------- | ----------------- | ----- | ---- |
| J2 League | Consadole Sapporo | Japón | 2000 |